# Liste de maladies des félins

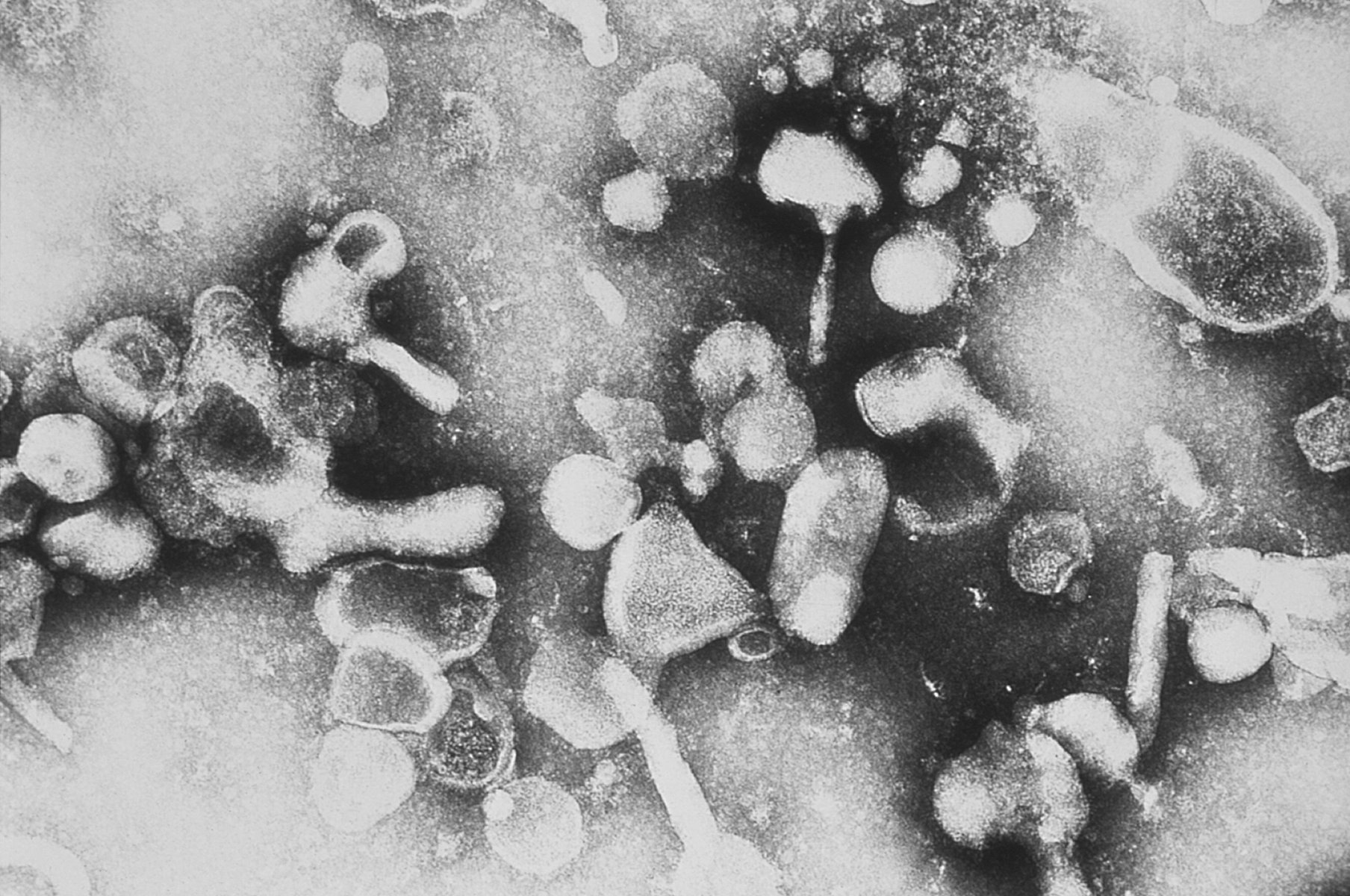
Vision au microscope du virus FeLV

Cette liste de maladies touchant les félins est classée par ordre alphabétique.
Contre certaines de ces maladies, des vaccins ont été mis au point.
Un chat peut être vacciné vers sa huitième semaine de vie. Il est nécessaire de faire un rappel un mois plus tard. Certains vaccins nécessitent encore un troisième rappel.
Pour que le vaccin garde son efficacité, il est recommandé de faire un rappel tous les ans.
Exception est faite pour le vaccin contre la rage, qui ne doit pas être administré avant les trois mois du chat.
- Haut – A
- B
- C
- D
- E
- F
- G
- H
- I
- J
- K
- L
- M
- N
- O
- P
- Q
- R
- S
- T
- U
- V
- W
- X
- Y
- Z

## A
- Acné féline (Acné féline (en))
- Amylose : maladie héréditaire affectant notamment le Chat à pieds noirs.
- Anaplasmose : transmise par la tique.
- Aspergillose[1]

## B
- Borréliose féline : transmise par la tique, provoque fièvre, perte d'appétit puis paralysie.

## C
- Calcivirale féline
- Calicivirus félin
- Cancer chez le chat (en)
- Cardiomyopathie hypertrophique féline (ou HCM)
- Chlamydiose féline
- Conjonctivite du chat
- Coronavirus félin
  - Maladie à coronavirus 2019 touchant 15% des chats de la ville de Wuhan[2]
- Coryza du chat
- Cystite féline idiopathique (en)

## D
- Diabète félin
- Dermatite par allergie aux piqûres de puces

## E
- Échinococcose
- Encéphalite
- Encéphalopathie spongiforme féline (en)
- Érythrolyse néonatale

## F
- FeLV ou Leucose féline
- Fièvre hémorragique de Crimée-Congo
- Fièvre de la vallée du Rift
- Fièvre de Kyasanur
- Fièvre hémorragique virale
- Fièvre hémorragique d'Omsk
- Fibrosarcome félin
- FIV ou Virus de l’immunodéficience féline, également appelé « sida du chat »

## G
- Gale auriculaire ou Octacariose, ou otite auriculaire
- Gingivite
- Glycogénose type 4 (GSD IV)
- Grippe, dont grippe aviaire
- Granulome eosinophilique

## H
- Hémobartonellose féline
- Hyperthyroïdie

## I
- Insuffisance rénale

## L
- Leucémie féline ou Leucose féline (ou FeLV)
- Lipidose hépatique
- Lymphogranulome bénin, également appelé « maladie des griffes du chat »

## M
- Maladies du bas appareil urinaire félin

## O
- Ostéofibrose

## P
- Péritonite infectieuse féline (ou PIF)
- Panleucopénie féline (ou Typhus du chat)
- Piroplasmose, transmise par la tique, les principaux symptômes sont la perte d'appétit et la diarrhée.
- Polykystose rénale  (ou PKD)
- Pyomètre

## R
- Rage
- Rickettsiose
- Rhinotrachéite virale féline (RVF)

## S
- Syndrome asthmatiforme félin
- Syndrome d'hyperesthésie féline (en)
- Syndrome de l'immunodéficience féline (FIV)
- Syndrome urologique félin (SUF)

## T
- Toxoplasmose
- Tuberculose
- Teigne (maladie)
- Troubles cognitifs du chat
- Typhus félin

## U
- Uvéite

## Documentation
- (en) Kit Sturgess, Notes on feline internal medicine, Chichester, West Sussex, Wiley-Blackwell, 2013 (ISBN 978-1-118-59772-9)